# Front Lewicy (Rosja)

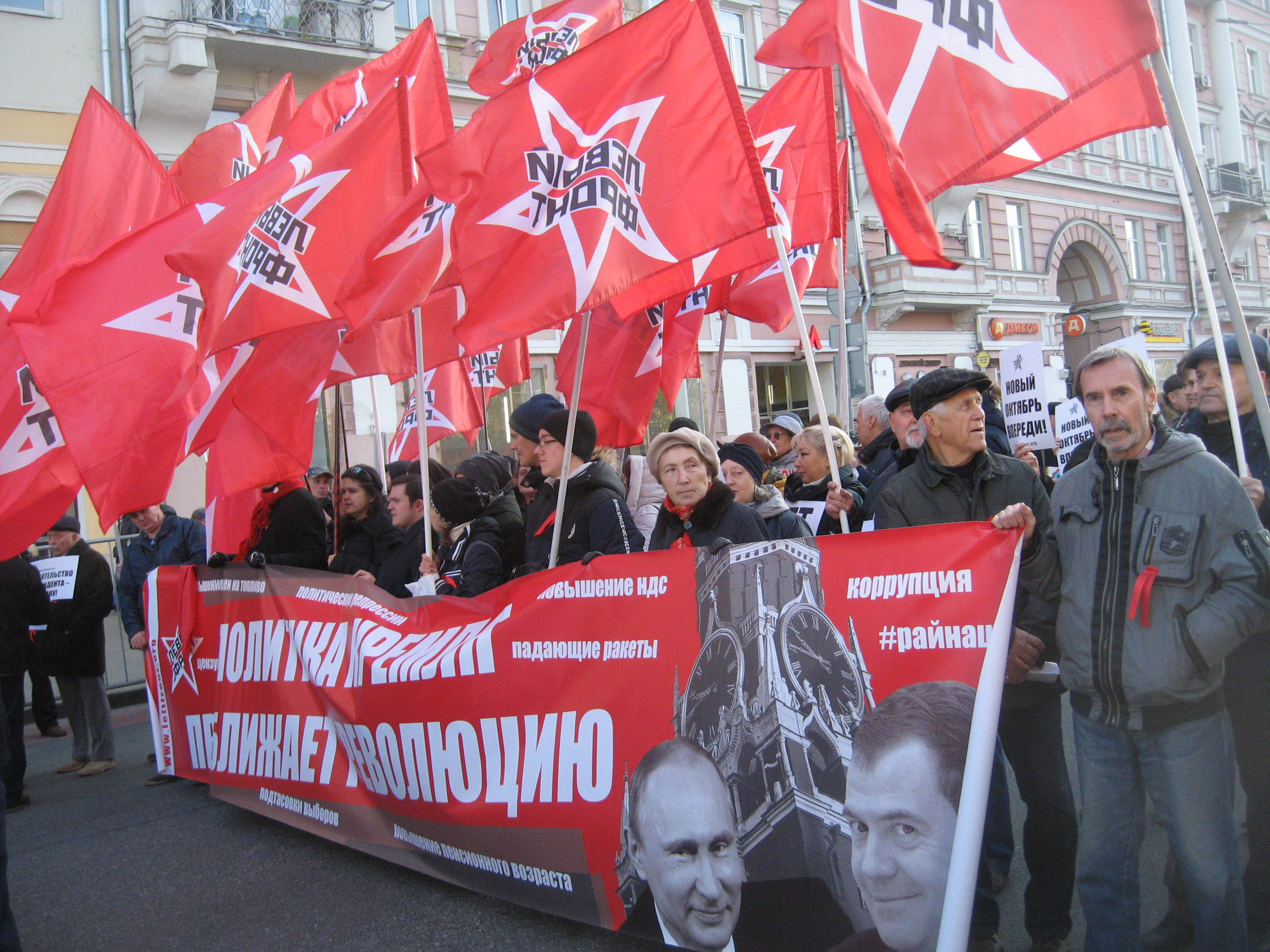
Działacze Frontu Lewicy podczas protestu w 2018.

Front Lewicy (ros. Левый Фронт, ЛФ) – antykapitalistyczna organizacja polityczna założona w 2008 w Rosji. 
Front Lewicy grupuje skrajnie lewicowe organizacje z Rosji i innych państw byłego Związku Radzieckiego. Główną siłą frontu jest Awangarda Czerwonej Młodzieży, która stanowi opozycję względem zasiadającego na Kremlu Władimira Putina.
W przeciwieństwie do większości lewicowych organizacji Front Lewicy zdecydowanie opowiada się przeciwko wojnie w Donbasie.

## Historia
Zjazd założycielski Frontu Lewicy odbył się 18 października 2008 w Moskwie. Głównym kierunkiem prac po kongresie było współdziałanie z ruchami społecznymi, związkami zawodowymi i kolektywami pracowniczymu. Drugorzędny kierunek działania aktywistów został nazwany „propagandą działania”, w której idee prezentowane przez partię mają być prowadzone do społeczeństwa w formie akcji bezpośredniej, próbując w ten sposób przezwyciężyć trudności w dostępie do mediów. Ponadto Front Lewicy był organizatorem corocznych letnich obozów młodzieżowych, szkół, działań politycznych, konferencji, kół naukowych zajmujących się badaniem myśli i praktyki socjalistycznej, klubów filmowych, koncertów itd.
W sumie w ciągu półtora roku (lato 2008 – jesień 2009) odbyło się ponad 40 konferencji regionalnych, zorganizowanych w ramach obszarów krajowych biur frontu.